# Robert Leigh-Pemberton, Baron Kingsdown

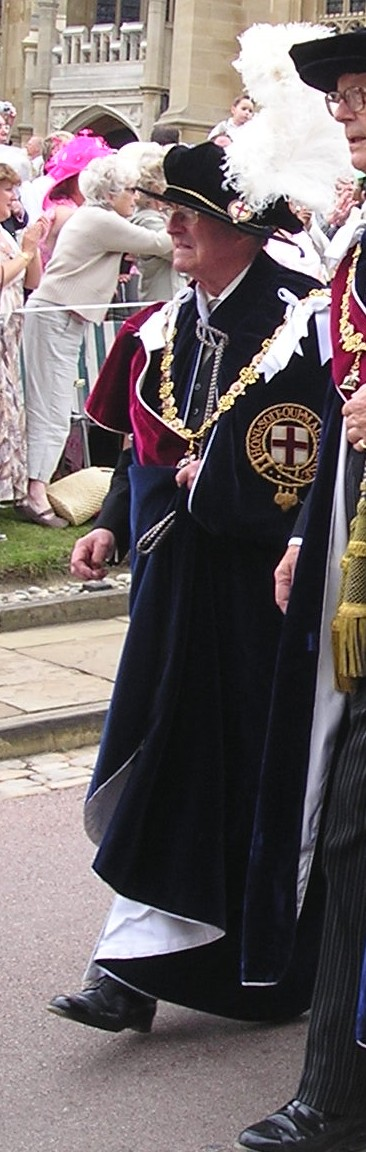
Baron Kingsdown im Ornat eines Ritters des Hosenbandordens (2006)

Robin Robert Leigh-Pemberton, Baron Kingsdown, KG, PC  (* 5. Januar 1927 in Sittingbourne, Kent; † 24. November 2013) war ein britischer Bankier.

## Biografie
Nach dem Schulbesuch studierte er Rechtswissenschaften und war nach Abschluss des Studiums von 1954 bis 1960 als Rechtsanwalt (Barrister) tätig. 1965 erhielt er darüber hinaus die Zulassung als Vereidigter Wirtschaftsprüfer (Chartered Accountant). Später war er in der Kommunalpolitik tätig und zuletzt 1975 bis 1977 Vorsitzender des Rates der Grafschaft Kent (Kent County Council).
Im Anschluss war er zwischen 1977 und 1983 zunächst Vorstandsvorsitzender der National Westminster Bank, ehe er anschließend als Nachfolger von Gordon Richardson, Baron Richardson of Duntisbourne, Gouverneur der britischen Zentralbank Bank of England wurde. In dieser Funktion war er von 1983 bis 1993 tätig und übernahm in den 1980er Jahren an der Spitze der Bank eine Schlüsselrolle in verschiedenen Bankenkrisen. Die Bank war vorn dabei, als die Geldpolitik wieder zentraler Bestandteil der Regierungspolitik in den 1980ern wurde. 1987 wurde er in Privy Council aufgenommen.
Andererseits erfuhr er Kritik wegen seiner unzulänglichen Überwachung der Bank of Credit and Commerce International (BCCI), mit der Folge, dass diese im Jahre 1991 in den Mittelpunkt des bisher größten internationalen Finanzskandals geriet, der als „Der größte Betrug in der Geschichte der Menschheit“ und als der „Über-20-Milliarden-Raub“ bezeichnet wurde. Danach war er mit der Koordinierung der Schließung von BCCI betraut.
Nach seinem Ausscheiden als Gouverneur der Bank of England wurde er 1993 als Life Peer mit dem Titel Baron Kingsdown, of Pemberton in the County of Lancashire, in den Adelsstand erhoben und somit auch Mitglied des House of Lords. Nachfolger als Gouverneur der Bank of England wurde Edward George, Baron George. 1994 wurde er darüber hinaus als Knight Companion in den Hosenbandorden aufgenommen.